# Sinfonía n.º 40 (Haydn)

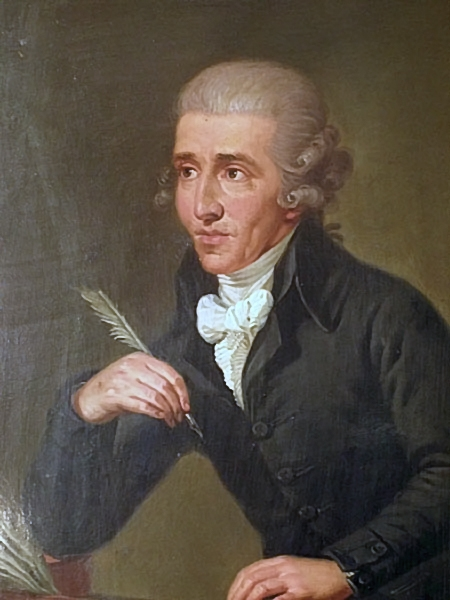
Haydn hacia 1770.

La Sinfonía n.º 40 en fa mayor, Hob. I:40 fue compuesta por Joseph Haydn hacia 1763, durante el periodo Sturm und Drang del compositor.

## Historia
La producción sinfónica del maestro austríaco puede dividirse a grandes rasgos en tres bloques temporales: el primer bloque (1757-1761) se corresponde con su periodo al servicio del conde Carl von Morzin (n.º 1 - n.º 5); el segundo bloque en la corte Esterházy (1761-1790 pero con la última sinfonía para el público de Esterházy en 1781); y el tercer bloque (1782-1795) comprende las Sinfonías de París (n.º 82 - n.º 87) y las Sinfonías de Londres (n.º 93 - n.º 104). El 1 de mayo de 1761 el compositor firmó su contrato como vice-kapellmeister (más tarde kapellmeister) de la familia Esterházy, que nominalmente duró 48 años, hasta su muerte.
La composición de esta pieza se desarrolló hacia 1763. Se conserva el manuscrito autógrafo fechado en ese año. Aunque su fecha de 1763 es incuestionable, ya que aparece en la partitura autógrafa, la numeración de esta sinfonía es curiosamente anacrónica. Esta obra fue creada mucho antes que otras sinfonías numeradas dentro de la tercera y cuarta decena del catálogo Hoboken. Cronológicamente va unida a la Sinfonía n.º 13 y presenta similitudes de estilo con las primeras sinfonías del maestro austríaco.La fecha ubicaría esta obra en compañía de una serie de obras del periodo Sturm und Drang en tono menor, incluida la Sinfonía n.º 44 Trauer. Su fecha indiscutible la sitúa en el alegre periodo del temprano mecenazgo de Esterházy.

## Instrumentación
La partitura está escrita para una orquesta formada por:
- Viento madera: 2 oboes y 1 fagot.
- Viento metal: 2 trompas.
- Cuerda: una sección de cuerdas con 2 violines, viola, violonchelo y contrabajo.
- Teclado: clavecín como bajo continuo.

En aquella época se solía emplear un fagot para amplificar la voz del bajo, incluso sin una notación separada. En cuanto a la participación del clavecín como bajo continuo en las sinfonías de Haydn existen diversas opiniones entre los estudiosos: James Webster se sitúa en contra; Hartmut Haenchen a favor; Jamie James en su artículo para The New York Times presenta diferentes posiciones por parte de Roy Goodman, Christopher Hogwood, H. C. Robbins Landon y James Webster. A partir de 2019 la mayor parte de las orquestas con instrumentos modernos no utiliza el clavecín como continuo. No obstante, existen grabaciones con clavecín en el bajo continuo realizadas por: Trevor Pinnock (Sturm und Drang Symphonies, Archiv, 1989-1990); Nikolaus Harnoncourt (n.º 6–8, Das Alte Werk, 1990); Sigiswald Kuijken (incluidas las Sinfonías de París y Londres; Virgin, 1988-1995); Roy Goodman (Ej. n.º 1-25, 70-78, 82-87; Hyperion, 2002).

## Estructura y análisis
La sinfonía consta de cuatro movimientos:
- I. Allegro, en fa mayor 3
4
- II. Andante piu tosto – Allegretto, en si bemol mayor 2
4
- III. Menuet – Trio, en fa mayor 3
4
- IV. Allegro, en fa mayor 2
2

La interpretación de esta obra dura aproximadamente entre 15 y 20 minutos. Los distintos tipos de papel así como los diferentes estilos sugieren que esta sinfonía puede representar una combinación a posteriori de movimientos originalmente independientes. Mientras que el Allegro inicial y el minueto son típicamente sinfónicos, los dos movimientos restantes son únicos, aunque cada uno de una manera muy diferente. Para Reisig, incluso cuando no hay nada particularmente innovador en una de las partituras de Haydn, la calidad y la artesanía siempre presentes proporcionan una agradable experiencia.

### I.Allegro
El primer movimiento, Allegro, está escrito en la tonalidad de sol menor, en compás de 3/4 y sigue la forma sonata. El primer movimiento es una sonata estándar, con un tema de apertura que presenta un salto de octava, y el segundo tema, igualmente marcado por amplios intervalos. Emplea material temático "neutro", una partitura compacta y ritmos que avanzan continuamente, salvo un curioso incidente en el segundo grupo temático.

### II.Andante piu tosto – Allegretto
El segundo movimiento, Andante piu tosto – Allegretto, está en si bemol mayor y en compás de 2/4. El compositor utiliza aquí un tempo más rápido, que es una muestra del encantador y relajado movimiento de marcha al que Haydn volvería a menudo. Haydn al principio simplemente anotó la indicación "Allegretto". Está escrito solamente para las cuerdas en desnuda armonía a dos voces, "sempre staccato e piano", principalmente en motivos y secuencias cortas de notas repetidas.

### III.Menuet– Trio
El tercer movimiento, Menuet – Trio, está en fa mayor y el compás es 3/4. El minueto es un contrapunto a dos voces, libre y de fraseo irregular. Presenta un estilo galante cortesano con los giros de frase más evocadores de la época. El trío está dominado por las trompas que establecen un diálogo concertante con los oboes. Representa quizás un breve paseo desde el salón de baile al aire libre.

### IV.Allegro
El cuarto y último movimiento, Allegro, retoma la tonalidad inicial y el compás es alla breve. El Finale es una fuga, que aparece también en la contemporánea Sinfonía n.º 13 y en la Sinfonía n.º 70, más tardía. A diferencia de los demás movimientos, el último se sumerge desde el principio en un proceso contrapuntístico que da la impresión de que la música lleva ya algún tiempo sonando. En la textura fugada no se percibe ningún tema como tal, sino la imagen de un joven compositor que se deleita con sus habilidades recién desarrolladas. En estos escasos tres minutos y pico se percibe una sensación de grandeza e incluso de amplitud, y como tal puede eclipsar muchos ejercicios más largos de procedimiento fugado. Se trata de la única fuga formal de toda la producción sinfónica de Haydn: de los otros dos finales citados a menudo en este contexto, el de la Sinfonía n.º 3 combina la fuga y la forma sonata, mientras que la severa triple fuga de la n.º 70 está enmarcada por extensas secciones homofónicas en cada extremo. Incluso este movimiento incluye pasajes ocasionales en una textura más o menos homofónica, pero nunca se pierde de vista el tema (o al menos su motivo principal descendente), de modo que todo el movimiento deriva, como una fuga, de su tema. Aunque está plagado de artificios contrapuntísticos, sobre todo de strettos, mantiene un aire alegre y dinámico, apropiado para su papel de final.